# Tunnsjøen
Tunnsjøen è un lago della contea di Trøndelag, in Norvegia, poco a sud rispetto al lago Limingen. Ha una superficie di circa 100 km² per una profondità massima di 220 m. Al centro del lago si trovano due grandi isole.